# Livre pauvre
 (septembre 2024).
- Si vous ne connaissez pas le sujet, laissez ce bandeau (vous pouvez alors contacter les auteurs).
- Si vous supprimez le contenu mis en cause (vous pouvez préalablement contacter les auteurs),

argumentez précisément cette suppression dans la page de discussion
(un manque de référence n'est pas un argument ; une recherche réelle de référence doit avoir été effectuée, être formellement documentée).
Un livre pauvre est une création poétique sur papier, manuscrite et illustrée. Son concept a été lancé par Daniel Leuwers en 2002,, inspiré par les manuscrits enluminés de René Char, que Leuwers fréquentait dans sa jeunesse. Les collections dénombrent, en décembre 2017, plus de 2 200 livres.
Cette appellation est loin de faire l'unanimité du fait de son ambiguïté sémantique : elle ne possède aucun équivalent dans les autres langues que le français. 

## Technique

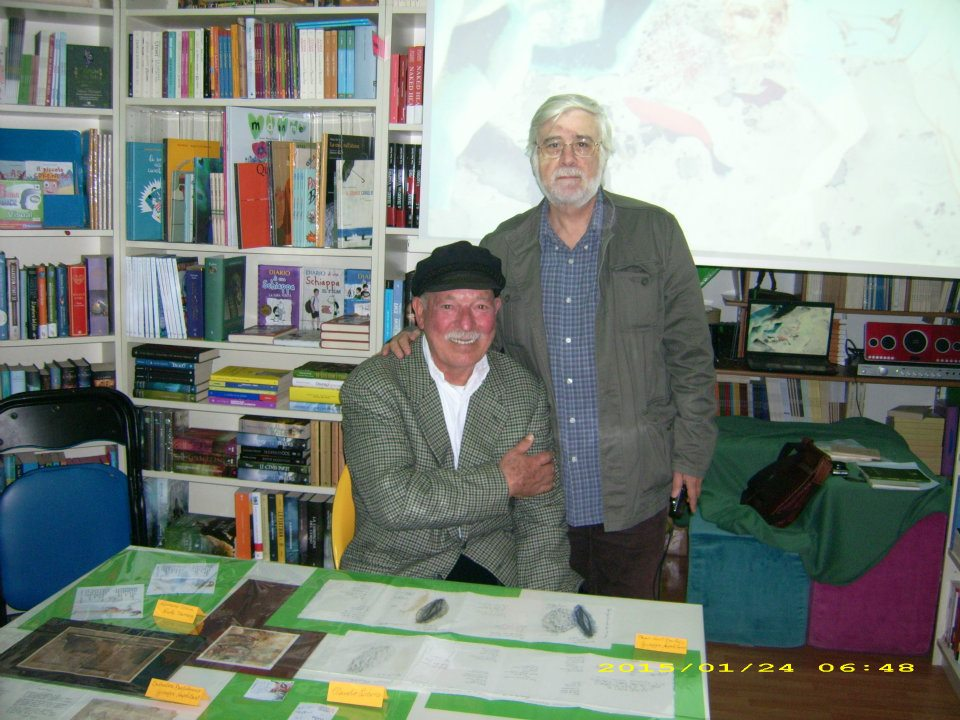
Les poètes Moncef Ghachem et Jaime Rocha avec un « livre pauvre » sur leur table.

Sur un support papier qui peut être luxueux ou ordinaire, un ou une poète écrit un texte qui sera prétexte à l'artiste pour créer son illustration ou inversement. Le papier est ensuite soit simplement plié en deux soit plié en accordéon dans la tradition du leporello. La forme permet ainsi d'exposer le livre à la verticale lors des expositions, pour que les visiteurs puissent en faire le tour et le voir dans son ensemble. Lorsque les livres sont conservés dans des vitrines adossées au mur, des miroirs y sont fixés pour permettre de voir l'avers. Quelques intervenants ajoutent au(x) pli(s) des collages, des découpages ou n'hésitent pas à coudre des fils de couleur directement sur le livre. Le nombre d'exemplaires est limité à 4, 5, 6 ou parfois 7 (pour les premières séries) : l'un part pour les réserves du prieuré de Saint-Cosme qui détient un exemplaire de chaque livre, un autre est consacré à des expositions itinérantes et le reste est partagé entre les différents intervenants. Tous sont des créations originales.

## Évolution du projet
Si les matériaux, les formats et les thèmes sont habituellement proposés par Daniel Leuwers, ce qu'il appelle lui-même les "règles du jeu" sont appelées à changer du fait de la liberté totale qu'il laisse aux acteurs du livre pauvre. Ainsi certains artistes ou poètes utilisent des papiers différents, ne respectent pas le sujet proposé par le titre de la collection, ou s'affranchissent même du recours à un collaborateur : plusieurs créations ne comportent qu'un poème, sans intervention plastique. D'autres évolutions ont aussi eu lieu, comme la multiplication des participations alors que le projet initial n'en prévoyait qu'une par poète et par peintre. Enfin, Michel Butor a renversé l'ordre établi dans un premier temps, en laissant les artistes commencer puis en insérant ses poèmes dans les espaces laissés libres : la pratique s'est rapidement répandue par la suite.

## Pourquoi «pauvre»
Un tel livre ne passe pas par les circuits éditeur - imprimeur - librairie et se situe donc hors du commerce. Ce dernier est également peu coûteux à réaliser : ce sont les principales raisons qui ont conduit au choix de son appellation. Il  fait ainsi écho aux autres formes de l'art dit "pauvre" qui se sont principalement développées à la fin du XXe siècle, comme l'Arte Povera ou le théâtre pauvre de Jerzy Grotowski : le dépouillement, la réduction des œuvres à un minimum de matière permettent alors de mettre l'accent sur le procédé mis en œuvre par l'artiste. 

## Intervenants  et collections de livres pauvres
Si l'appellation livre pauvre ainsi que la première collection (au Prieuré de Saint-Cosme, connu par ailleurs pour avoir accueilli Pierre de Ronsard qui y est enterré) ont été lancées par Daniel Leuwers, d'autres artistes, tel Max Partezana et Aaron Clarke ont suivi le même mouvement par la réalisation d'autres livres pauvres qui ont rejoint, d'abord, la collection de Daniel Leuwers, puis leurs propres collections.
Depuis, d'autres collections de livres pauvres ont été créées par d'autres artistes. Voir le fonds Armand Dupuy de la bibliothèque de livre d'artiste Bibart en Belgique et la collection L3V de la galerie nomade MT-Galerie. Des livres pauvres existent aussi au sein de la collection « Mémoires » d'Éric Coisel. Tout un foisonnement d'artistes pratiquent aujourd'hui et apportent leur pierre à ce concept et cette pratique (liste ci-dessous).
Par ailleurs, la participation était au début limitée à des poètes et artistes francophones mais s'est très vite ouverte à des intervenants venant d'Afrique, du Moyen-Orient, d'Amérique du Nord ou encore d'Asie. Le livre pauvre a également pris une autre dimension internationale lorsqu'ont été réalisées des expositions à travers l'Europe, comme à la Bibliothèque Wittockiana, ainsi qu'Outre-Atlantique et sur le continent africain.

## Quelques artistes de livres pauvres

### Artistes
- Vanessa Ribeiro
- Jean-Paul Agosti
- Philippe Agostini
- Pierre Alechinsky
- André-Pierre Arnal
- George Ball
- Georges Badin
- Julius Baltazar
- Catherine Bolle
- Philippe Boutibonnes
- Pierre Buraglio
- Colette Brunschwig
- Béatrice Casadesus
- Serge Chamchinov
- Roger Dewint
- Erró
- Joaquin Ferrer
- Jacqueline de Jong
- Ladislas Kijno
- Joël Leick
- Jean-Michel Marchetti
- Michel Nedjar
- Jean-Luc Parant
- Jean-Claude Pirotte
- Bernard Plossu
- Patrice Pouperon
- André Robillard
- Jean-Marc Scanreigh
- Tony Soulié
- Christian Sorg
- Alain Suby
- Hamid Tibouchi
- Coco Téxèdre
- Claude Viallat
- André Villers

### Poètes ou écrivains
- Salah Al Hamdani
- Jacques Ancet
- Anne Arc
- Fernando Arrabal
- Joël Bastard
- Pierre Bergounioux
- Bernard Berrou
- Yves Bonnefoy
- André du Bouchet
- Michel Butor
- Bernard Chambaz
- Patrick Chamoiseau
- François Cheng
- Pascal Commère
- Marc Delouze
- Henri Droguet
- Jacques Dupin
- Antoine Émaz
- Annie Ernaux
- Vahé Godel
- Guy Goffette
- Déborah Heissler
- Nancy Huston
- Sabine Huynh
- Alain Jouffroy
- Jean-Clarence Lambert
- Daniel Leuwers
- Hubert Lucot
- Alain Marc
- Henri Meschonnic
- Jean Métellus
- Yves Namur
- Bernard Noël
- Jean-Luc Parant
- Charles Pennequin
- Bernard Perroy
- Jean Poncet
- René Pons
- Serge Ritman
- Paul Louis Rossi
- Jude Stéfan
- Salah Stétié
- Alain Tasso
- Hamid Tibouchi
- Michel Tournier
- Zoé Valdés
- André Velter
- Jean-Pierre Verheggen
- Joël Vernet
- Claude Vigée
- François Xavier

## Principales expositions
- À la Galerie du Fleuve, à Paris, en juin 2002. Il s'agit de la première exposition consacrée au livre pauvre[5].
- Au musée de Vendôme en mars 2011[13]
- Au Prieuré de Saint-Cosme avec notamment Effervescence, livre pauvre de Michel Butor enluminé par Marie-Pierre Arnal en juillet 2011[14].
- À Saint-Renan, atelier de création en décembre 2012[15] et exposition en septembre 2013[16]
- À Sète dans le cadre du festival Voix vives de Méditerranée en Méditerranée en juillet 2013[17]
- Au château de Lucinges avec des lectures de Michel Butor, Joël Bastard et Jacques Ancet, mai-juillet 2013[18]
- À la médiathèque Toussaint d'Angers, du 14 octobre 2016 au 14 janvier 2017[19]
- Au Musée Paul-Valéry de Sète, du 22 septembre 2017 au 7 janvier 2018[20]
- Au Prieuré de Saint-Cosme, du 4 juin au 20 septembre 2022[21]
- À la Bibliothèque d'étude et du patrimoine de Toulouse, du 8 mars au 25 juin 2022[22]

## Hommage
Le livre pauvre prend parfois le parti pris de l'hommage à un poète tel Joël Leick avec Aimé Césaire ou Max Partezana avec Arthur Rimbaud. Ou encore avec Guillaume Apollinaire, Charles Baudelaire, Stéphane Mallarmé, Saint-John Perse ou Pierre de Ronsard. Plus récemment, Daniel Leuwers a fait don au Musée Paul-Valéry de Sète de 515 livres pauvres liés à l'œuvre du poète sétois.